# Jude Law
David Jude Heyworth Law (Lewisham, Zuid-Londen, 29 december 1972) is een Engels televisie- en filmacteur.

## Biografie
Jude Law werd geboren in Lewisham, Zuid-Londen, als tweede kind van Peter Law en Margaret Heyworth. Zijn ouders waren allebei leerkracht en wonen in Frankrijk. Zijn oudere zus Natasha is kunstenares.
Hij werd in 2000 genomineerd voor een Oscar voor zijn bijrol in The Talented Mr. Ripley, waarvoor hij een Bafta Award daadwerkelijk toegekend kreeg. Zijn hoofdrol in Cold Mountain leverde hem in 2002 een tweede Oscarnominatie op. Tijdens beide films stond Law onder regie van Anthony Minghella.
Law heeft een productiemaatschappij met medeacteurs Ewan McGregor en Jonny Lee Miller, genaamd Natural Nylon.
In 2024 kreeg Law een ster op de Hollywood Walk of Fame.

### Privéleven
Hij was tien jaar samen met actrice Sadie Frost, waarvan zes jaar als getrouwd stel (1997-2003). Law ontmoette haar op de set van de film Shopping. Het koppel kreeg drie kinderen samen: twee zoons en een dochter. Frost had uit een eerdere relatie al een zoon. Eind 2003 begon Law een relatie met co-ster Sienna Miller terwijl ze beiden aan de film Alfie werkten. Ze hadden tot februari 2011 een knipperlichtrelatie en waren ook enige tijd verloofd. Law werd in 2009 vader van een dochter, wat het resultaat was van een kortstondige relatie met een Amerikaans model. Met een andere partner kreeg hij in maart 2015 weer een dochter.
Law trouwde op 1 mei 2019. Het koppel kreeg in 2020 hun eerste kind samen, zijn zesde kind.

## Filmografie
- Biblioteca Nacional de España: XX1174094
- Bibliothèque nationale de France: cb140296677 (data)
- Catàleg d'autoritats de noms i títols de Catalunya: 981058510260906706
- CiNii: DA13911124
- Gemeinsame Normdatei: 129968498
- International Standard Name Identifier: 0000 0001 2282 5693
- Library of Congress Control Number: no00032740
- Nationale Bibliotheek van Letland: 000262749
- MusicBrainz: 161c2a97-ed05-435b-af26-438346312681
- Bibliotheek van het Japanse parlement: 00858776
- Nationale Bibliotheek van Tsjechië: xx0039557
- Nationale Bibliotheek van Israël: 987007422492405171
- Nationale Bibliotheek van Polen: a0000001610995
- Nederlandse Thesaurus van Auteursnamen: 170731375
- Istituto Centrale per il Catalogo Unico: UBOV489956
- SNAC: w6d22tbd
- Système universitaire de documentation: 059667249
- Virtual International Authority File: 85547946
- WorldCat: E39PBJm4XqXJ7m7DChd9yJTJXd